# Пулау-Уджонг
Пулау-Уджонг (малай. Pulau Ujong, дослівно острів на кінці півострова) або Сінгапурський острів — головний острів острівної країни Сінгапуру. Цей острів займає більшу частину території Сінгапуру і на ньому проживає більша частина населення країни. Це було найпростішим способом назвати Сінгапурський острів, оскільки всякий подорожуючий з Малаккської протоки до Південнокитайського моря або у зворотному напрямку мусив проходити повз острів, що й дало йому назву.